# Hervé Graumann
Hervé Graumann, né le 26 février 1963 à Genève, est un artiste plasticien, l'un des pionniers de l'art numérique en Suisse.

## Biographie
Il a suivi ses études à l'École supérieure des beaux-arts de Genève. C’est en 1989 qu’il a reçu le diplôme supérieur de l’art visuel (ESAV). Il a participé à diverses expositions nationales et internationales, parmi lesquelles la 3e Biennale d’art contemporain de Lyon, la documenta X de Cassel, au musée d'art moderne et contemporain (MAMCO) de Genève ou encore à la Kunsthalle de Berne.
Andreas Meier écrit que « (...) le vrai outillage d'Hervé Graumann n'est ni le pinceau ni la peinture ni un ordinateur ou quelque moyen d'expression enseigné traditionnellement aux beaux-arts. Son travail repose surtout sur une brusque alternance de regard et de perspective, ou encore sur des moyens d'expression teintés d'humour et d’ironie, qui lui servent à aborder tant la réalité que des questions concernant la philosophie de l'art. (...). »

## Expositions personnelles (sélection)[3]
Il expose parfois sous le nom de Raoul Pictor.
- 2014 Raoul Pictor app show, TMproject, Genève
- 2010 Bertrand & Gruner Gallery, Genève
- 2007 Centre Pasquart, Biel, Suisse
- 2006 Jamaica Pattern horizontal one, Maerzgalerie, Leipzig
- 2005 1000eventi Gallery, Milan
- 2003 Anniversary show, MAMCO, Genève
- 2001 Anton Meier Gallery, Genève
- 2000 Hervé Graumann / Antoni Muntadas, CIC, Genève
- 1996 One artist, one week, Vidéo installation, Galerie Art & Public, Geneva Raoul Pictor, iPhone Edition, I sotterranei dell’Arte Monte Carasso

## Publications
- Citizens, éditions Quiquandquoi, Genève, 2001, 36 p.  (ISBN 2-940317-02-X)